# フーガ風協奏曲
『フーガ風協奏曲』（フーガふうきょうそうきょく、英語: A Fugal Concerto）作品40-2 H.152 は、グスターヴ・ホルストが作曲したフルート、オーボエと弦楽合奏のための小協奏曲。1923年に作曲され、同年に初演された。バッハの対位法に影響受けた、新古典主義の初期作例である。当初本作に向けられた評価は賛否両論であったが、以降はたとえ僅かであったとしても魅力のあるホルストの新古典主義の楽曲と見られるようになっており、多くの録音に恵まれている。

## 作曲
ホルストは酷い転倒によって頭部を打撲し、その後に神経衰弱に陥ることになる。しかし、以前にミシガン大学で自作を指揮することを約束していたため、彼は事故の2か月後の1923年4月にロイヤルメールシップ「Aquitania」に乗船してアメリカ合衆国への航海に乗り出す。この船旅の間に彼が呼ぶところの「世界最小の協奏曲」（演奏時間は約8分）の作曲が開始されたのであった。曲はアナーバーに所在するミシガン大学図書館において完成を迎えている。曲はフルート、オーボエ（または2つのヴァイオリン）と弦楽オーケストラのために書かれているが、彼はオーケストラパートをピアノに書き換えた版も出版している。その後、ジェフリー・バンドによってフルート、オーボエと木管アンサンブルのための編曲も出版された。

## 初期の演奏
初演は1923年5月17日に、ミシガン大学学長のマリオン・ルロイ・バートンのアナーバーの私邸にて私的に行われた。フレデリック・ストックが指揮をし、フルートのアルフレッド・ケンゼルとオーボエのアルフレッド・バーセルがシカゴ交響楽団の団員と演奏を行った。アメリカでの初の公開演奏は1924年3月30日、ニューヨークのエオリアン・ホールにおいて、ウォルター・ダムロッシュ指揮、ジョルジュ・バレルとピエール・マチューの独奏、およびニューヨーク・フィルハーモニックによって行われた。イギリス初演は1923年10月11日にヘンリー・ウッド・プロムナード・コンサートにおいて、ホルストがタクトを握り、ロバート・マーチー、レオン・グーセンス、ニュー・クイーンズ・ホール管弦楽団が演奏した。同コンサートシリーズでは1925年9月2日、1929年8月22日、1971年8月11日にも再演されている。

## 楽曲構成
曲はモデラート、アダージョ、アレグロの3つの小規模な楽章で構成される。第1楽章ではフーガ調の主題が完全なバロックの様式で扱われる。2つ目の流れるような、陰鬱な旋律はブランデンブルク協奏曲第1番の緩徐楽章を思わせるところのあるものであり、3つ目のフーガ調の主題は伝統歌「If all the world were paper」の旋律が入ってくることにより二重フーガへと変化する。
この作品は全体として管弦楽曲というより室内楽に近いものとなっている。曲はホルストが前年に開始した対位法の問題の探索を続けていく。先行作品である『フーガ風序曲』（1922年）と同様、本作もバッハの音響世界へ回帰しており、多様な新古典主義的要素を実現しながらも、それらはおそらくストラヴィンスキーら他の大陸ヨーロッパの似たような同時代作品を参考にすることなく生み出されたものである。

## 評価
イギリス初演に対する『タイムズ』紙の評論に曰く、曲は「バッハのブランデンブルク協奏曲の精神の中にある。実のところ、ホルスト氏は彼独自の視点を捨て去ることなく、過去のどの作品よりも形式的な感性に近づいている。」『ミュージカル・タイムズ』誌のある評論家は1924年に曲を聴き、「軽妙すぎるほどである。実に面白い。」と評している。
しかし、ある作曲家は本作が「乾燥している」と述べており、曲の発表間もない頃の多くの評論家は賞賛を控えるか、敵意をむき出しにした。1924年の『タイムズ』紙における2度目の評論では、「もちろん愉快ではあるが、しかしかなり重苦しい愉快さである。冗談の報いは評価が低いことだ。」と認めており、1935年の3度目においては曲の「巧妙な平凡さ」に言及するに至っている。評論家のダイネリー・ハッセイは本作と『フーガ風序曲』が「対位法様式による捻くれた習作であり、少しの温かみもなければかつて弦楽のためのセント・ポール組曲に表れていたような本当の活力もない」と考えた。アメリカでの評も生ぬるい、もしくは冷めたものだった。オーリン・ダウンズの著したところでは、本作は「滑らかに書かれており、もしある種の中道かつ著しく品行方正なあり方が本当にイングランド音楽の典型なのだとしたら、この音楽がイングランド音楽であることは明らかである」という。『ミュージカル・アメリカ』誌は本作が「[ホルストが]有する多大な名声をほとんど説明してくれない」と考えた。1967年のある録音時にも「学校課題よりも少しはまとも」という低評価を下されており、「個性も霊感もなく[『抒情的断章』に比べて]遥かに魅力が劣る」とされた。
ホルストの伝記作家はこの作品により多くのものを見出している。彼の娘であるイモージェン・ホルストは「その几帳面な形式感（中略）は『フーガ風序曲』の計算された暴力性に慈悲深く比較される」と判じており、クレメント・ショートは「軽妙かつ優雅で、リズムモチーフの置換や予想を裏切る和声といった典型的な個性的筆致も備える」と考えた。20世紀終盤や21世紀のCD評論は熱狂的に書き立てており、「完全なる成功」、「魅力的（中略）木管の色彩の相互作用」、「美しく造り上げられた三連祭壇画」、「喜ばしく（中略）良質な初期の新古典主義の実例で、少しも教育用には聞こえない」、「軽妙ながらも巧みな作品（中略）生意気さをみせる最後は作曲者のユーモアセンスを確かに示すものである。最初の評価で本作がかなり乾いたものと受け取られたのは、興味深く特筆されよう（中略）しかし、今日の視点から見ると全くそのようなことはない」などの言葉が並ぶ。